# Xã Switzerland, Quận Monroe, Ohio
Xã Switzerland (tiếng Anh: Switzerland Township) là một xã thuộc quận Monroe, tiểu bang Ohio, Hoa Kỳ. Năm 2010, dân số của xã này là 462 người.